# Donald Brittain
Donald Code Brittain (* 10. Juni 1928 in Ottawa; † 21. Juli 1989 in Montreal) war ein kanadischer Drehbuchautor, Filmregisseur und Produzent von Dokumentarfilmen.

## Leben
Seine Eltern waren Abram Code Brittain und dessen Frau Elise Adrienne, geb. Duclos. Donald Brittain besuchte die Grundschule und das Glebe Collegiate Institute in seiner Geburtsstadt Ottawa. Von 1947 bis 1951 studierte er an der Queen’s University.
1950 heiratete Brittain Barbara Ellen Tuer, welche später verstarb. 1963 ehelichte er Brigitte Irmgard Halbig. Sie bekamen einen Sohn und eine Tochter.
Zunächst arbeitete Brittain als Journalist. Er war Chefredakteur der Studentenzeitung Queen's Journal und schrieb von 1951 bis 1954 als Polizeireporter für die Tageszeitung Ottawa Journal. Als Auslandskorrespondent bereiste er Europa, Mexiko und Afrika. 1955 begann er eine Ausbildung zum Drehbuchautoren beim National Film Board of Canada (NFB). Im Jahr darauf schrieb er sein erstes Drehbuch für einen Dokumentarfilm, später führte er auch regelmäßig Regie und produzierte teilweise seine Filme selbst. Oft übernahm er gleichzeitig die Rolle des (englischsprachigen) Erzählers bzw. Hintergrundsprechers. In seinen Dokumentarfilmen griff er häufig die soziale und politische Entwicklung in Kanada auf.
Nach einer 13-teiligen Fernsehserie über kanadische Soldaten im Ersten und Zweiten Weltkrieg (Canada at War), zeigte Brittain in der Kurz-Dokumentation Fields of Sacrifice (1963), die Orte auf Welt, wo sie starben und begraben wurden.
Beginnend mit dem Dokumentarfilm Bethune (1964), in dem er den kanadischen Arzt Norman Bethune porträtierte, stellte Brittain eine Reihe von Persönlichkeiten in den Mittelpunkt seiner Arbeit, wie Leonard Cohen (Ladies and Gentlemen... Mr. Leonard Cohen, 1965), Roy Herbert Thomson (Never a Backward Step, 1966) und Ferguson Jenkins (King of the Hill, 1974). In The Canadian Encyclopedia wird Brittains Stil dabei als  „lively, humorous, original and often biting“ (dt.: „lebhaft, humorvoll, originell und oft beißend“) bezeichnet.
Gemeinsam mit John Spotton schuf Brittain 1965 die Dokumentation Memorandum, die von vielen Kritikern als sein bestes Werk eingestuft wurde. Darin kehrt ein Holocaust-Überlebender nach Deutschland zurück und begibt sich auf eine Reise zum KZ Bergen-Belsen, während der er in Rückblenden Erinnerungen durchlebt.
1968 verließ Brittain das NFB und ging nach Japan, wo er an dem ersten IMAX-Film, Tiger Child, arbeitete. Der Kurzfilm wurde im Fuji-Group-Pavillon auf der Expo ’70 in Osaka gezeigt. In den 1970er und 1980er Jahren war Brittain als freier Filmemacher für NFB und Canadian Broadcasting Corporation (CBC) tätig, die die meisten seiner Filme im Fernsehen ausstrahlten. Er kritisierte den in beiden Organisationen herrschenden Bürokratismus, hob aber positiv hervor, dass er in Kanada – im Gegensatz zu anderen Ländern – überhaupt die Möglichkeit hatte, seine Dokumentationen umzusetzen.
Zu seinen erfolgreichsten Filmen gehörte eine Dokumentation über den britischen Schriftsteller Malcolm Lowry, Volcano: An Inquiry Into the Life and Death of Malcolm Lowry (1976). Als dessen Produzenten wurden Brittain und Robert Duncan 1977 für einen Oscar nominiert. Die Filmcrew wurde außerdem mit sechs Canadian Film Awards ausgezeichnet, von denen drei an Brittain gingen, der zusammen mit John Kramer auch Regie geführt und außerdem als Drehbuchautor und Produzent fungiert hatte.
In der mit vier Genie Awards ausgezeichneten Dokumentation Paperland: The Bureaucrat Observed (1980) beleuchtet Brittain auf ironisch-kritische Weise Situationen in verschiedenen Ländern, wo der Bürokratismus absurde Ausmaße annimmt. Auch sein zweistündiges Dokudrama Canada's Sweetheart: The Saga of Hal C. Banks (1985) über einen umstrittenen kanadischen Gewerkschaftsfunktionär  wurde mehrfach ausgezeichnet. Das letzte umfangreiche Filmprojekt, das Brittain vollenden konnte, war The King Chronicle (1987), eine sechsstündige Doku-Drama-TV-Miniserie über den kanadischen Premierminister William Lyon Mackenzie King.
Brittain lehrte als Gastdozent für Film unter anderem an der McGill University, New York University und Columbia University.
Brittain starb 1989 mit 61 Jahren an Krebs. Seine im gleichen Jahr erfolgte Ernennung zum Officer of the Order of Canada wurde wie folgt begründet: „Canada's premier documentary filmmaker and one of the world's finest, he has won countless prizes at key international film festivals for his masterful visual records of our social and cultural past.“ („Kanadas führender Dokumentarfilmer und einer der weltbesten, er hat zahllose Preise bei entscheidenden internationalen Filmfestivals gewonnen für seine meisterhaften visuellen Aufzeichnungen unserer sozialen und kulturellen Vergangenheit.“)
Im Rahmen der Verleihung der Canadian Screen Awards (bzw. früher Gemini Awards) wird zu seinem Gedenken der Donald Brittain Award vergeben, um Fernseh-Dokumentationen mit sozialer oder politischer Thematik auszuzeichnen.
Der Regisseur Kent Martin drehte über ihn den Dokumentarfilm Donald Brittain: Filmmaker (1992).

## Auszeichnungen (Auswahl)
- 1964: Canadian Film Award in der Kategorie „Best General Information“ für Fields of Sacrifice
- 1966: Canadian Film Award in der Kategorie „Best TV Information“ für Ladies and Gentlemen, Mr. Leonard Cohen
- 1967: Centennial Medal[1]
- 1977: Oscar-Nominierung in der Kategorie „Bester Dokumentarfilm“ für Volcano: An Inquiry Into the Life and Death of Malcolm Lowry
- 1975: Canadian Film Award (Etrog) in der Kategorie „Best Non-Dramatic Script“ für Dreamland: A History of Early Canadian Movies 1895–1939
- 1976: Canadian Film Awards (Etrog) in den Kategorien „Best Documentary“, „Best Direction – Non-Dramatic“ und „Best Non-Dramatic Script“ für Volcano: An Inquiry Into the Life and Death of Malcolm Lowry
- 1980: Genie Awards in den Kategorien „Outstanding Documentary – 30 Minutes and Over“, „Outstanding Direction in a Documentary“ und „Outstanding Non-Dramatic Script“ für Paperland: The Bureaucrat Observed
- 1986: Gemini Awards in den Kategorien „Best Direction in a Dramatic Program or Series“, „Best Writing in a Dramatic Program“ und „Best Writing in a Dramatic Program or Series“ für Canada's Sweetheart: The Saga of Hal C. Banks
- 1987: Gemini Award in der Kategorie „Best Writing in an Information/Documentary Program or Series“ für Tommy Douglas: Keeper of the Flame
- 1989: Officer of the Order of Canada[6]

## Filmografie (Auswahl)
- 1962: Canada at War (Fernsehserie, 13 Folgen)
- 1963: Fields of Sacrifice
- 1964: Bethune
- 1965: Buster Keaton Rides Again
- 1965: Ladies and Gentlemen... Mr. Leonard Cohen
- 1965: Memorandum
- 1965: Stravinsky
- 1966: Never a Backward Step
- 1966: What on Earth!
- 1966: Helicopter Canada
- 1967: Labyrinth
- 1968: Saul Alinsky Went to War
- 1970: Tiger Child (Kurzfilm)
- 1974: King of the Hill
- 1974: Dreamland
- 1975: Whistling Smith (Dokumentar-Kurzfilm, Erzähler)
- 1976: Volcano: An Inquiry Into the Life and Death of Malcolm Lowry
- 1978: The Dionne Quintuplets
- 1979: Paperland: The Bureaucrat Observed
- 1981: On Guard for Thee
- 1981: Running Man
- 1984: The Children’s Crusade
- 1985: Canada’s Sweetheart
- 1986: Tommy Douglas: Keeper of the Flame
- 1986: The Champions trilogy
- 1987: The King Chronicle